# Ha Yoon-kyung
Ha Yoon-kyung (en hangul: 하윤경; nacida el 20 de octubre de 1992) es una actriz de televisión, cine y teatro surcoreana.

## Carrera
Es miembro de la agencia HODU&U Entertainment (호두앤유엔터테인먼트).
En marzo de 2020, se unió al elenco recurrente de la popular serie Hospital Playlist, donde dio vida a la doctora Heo Sun-bin, una joven residente del departamento de neurocirugía del Yulje Medical Center.
En enero de 2021 se unió al elenco recurrente de la serie She Would Never Know (también conocida como Sunbae, Don't Put on that Lipstick), donde interpretó a Chae Yun-seung, la encantadora y comprensiva hermana de Chae Hyun-seung (Rowoon) y Chae Ji-seung (Wang Bit-na), y esposa de Kang Woo-hyun (Lee Dong-ha), hasta el final de la serie, el 9 de marzo del mismo año.

## Filmografía

### Series de televisión
| Año  | Título                                    | Personaje            | Notas                       | Ref.                 |
| ---- | ----------------------------------------- | -------------------- | --------------------------- | -------------------- |
| 2018 | Queen of Mystery 2                        | Kang Joo-yeon        | Aparición especial          |                      |
| 2018 | Matrimonial Chaos                         | Cho Soo-kyung        |                             |                      |
| 2020 | Hospital Playlist                         | Dra. Huh Sun-bin     | 10 episodios                |                      |
| 2021 | She Would Never Know                      | Chae Yeon-seung      | 15 episodios                | [ 5 ]                |
| 2021 | Monthly Magazine Home                     | -                    | Aparición especial          |                      |
| 2021 | Hospital Playlist 2                       | Dra. Huh Sun-bin     |                             | [ 6 ]                |
| 2021 | The Effect of a Finger Flick on a Breakup | Jung Yoon-jung       | Drama Special, un ep.       | [ 7 ] [ 8 ]          |
| 2022 | Woo, una abogada extraordinaria           | Choi Soo-yeon        |                             | [ 9 ] [ 10 ]         |
| 2023 | See You in My 19th Life                   | Yoon Cho-won         |                             | [ 11 ]               |
| 2024 | Chaebol X Detective                       | Hong Eun-ah          | Aparición especial, ep. 6-8 | [ 12 ]               |
| 2024 | Nadie en el bosque                        | Yoon Bo-min de joven |                             | [ 13 ]               |
| 2024 | Gangnam, bajos fondos                     | Min Seo-jin          | Serie web en 8 ep.          | [ 14 ] [ 15 ] [ 16 ] |
| 2025 | Manual para residentes                    | Dra. Huh Sun-bin     | Aparición especial, ep. 3   | [ 17 ]               |

### Películas
| Año  | Título                           | Personaje            | Notas                                                                                    |
| ---- | -------------------------------- | -------------------- | ---------------------------------------------------------------------------------------- |
| 2014 | 어지러운 서로의 근심             | -                    |                                                                                          |
| 2014 | 백지                             | -                    |                                                                                          |
| 2014 | Mould                            | -                    |                                                                                          |
| 2015 | Socialphobia                     | Re-na / Min Ha-young | junto a Byun Yo-han, Lee Joo-seung y Ryu Jun-yeol                                        |
| 2016 | 낮,달                            | -                    |                                                                                          |
| 2016 | Stay with Me                     | Ha-yoon              | junto a Jang Yoo-sang, Cha Soon-bae y Park Chae-ik                                       |
| 2016 | 오징어                           | -                    |                                                                                          |
| 2017 | 주관식 문제                      | -                    | (corto)                                                                                  |
| 2018 | Desert of no Return (Taklamakan) | Soo-eun              | junto a Jo Sung-ha, Gong Sang-ah y Park Sang-hoon                                        |
| 2018 | Park Hwa Young                   | Yoon-kyung           | junto a Kang Min-ah, Kim Ga-hee, Lee Jae-kyoon, Kim Do-wan, Cha Soon-bae y Dong Hyun-bae |
| 2019 | Hello (안부)                     | 여빈                 | junto a Yoon Hye-ri y Lee Min-young                                                      |
| 2020 | Time to Hunt                     | -                    | junto a Lee Je-hoon, Choi Woo-shik, Ahn Jae-hong, Park Jung-min y Park Hae-soo           |
| 2020 | 거미숲                           | -                    |                                                                                          |
| 2021 | Go Back                          | Kim Ji-won           | junto a Park Ha-sun, Gam So-hyun y Seo Young-hwa                                         |

### Teatro
| Año  | Título | Personaje | Notas                              |
| ---- | ------ | --------- | ---------------------------------- |
| 2016 | 낙원   | 서민경    | junto a Lee seo-joon y Kim doo-jin |

### Aparición en videos musicales
| Año | Intérpretes                      | Canción  | Notas |
| --- | -------------------------------- | -------- | ----- |
| -   | 전범선과 & The Yangbans (양반들) | "설레임" |       |